# Frédéric Lisak
Frédéric Lisak, né le 23 juin 1966, est un journaliste, écrivain et éditeur français. Aussi animateur nature, intervenant radio, spécialisé dans la nature et l’environnement, il est le créateur des éditions Plume de Carotte basées à Toulouse, fondées en 2001.

## Biographie
Après avoir envisagé de devenir vétérinaire, passionné de faune et de flore, il est journaliste pendant 15 ans dans les spécialités de nature et d’environnement, notamment aux éditions Milan Presse.
En 1998, il fonde la revue Tournesol, destinée aux enfants, basée sur la nature, le jardinage, proposant des activités et des dossiers pédagogiques. Malgré son succès, la revue s’arrêtera en 2001, faute d’un éditeur engageant les investissements nécessaires.
Frédéric Lisak a édité un livre-coffret contenant des sachets de graines, qui connaît un grand succès. Il édite progressivement des ouvrages « coups de cœur », tels L’herbier oublié (2003), des livres-coffrets (Mon jardin de poche).
Plume de Carotte est la première maison d’édition française certifiée sous la norme Iso-14001 (papiers issus de forêts gérées durablement, encres végétales, etc).

## Œuvres
- Mammifères des bois et des champs, Milan, 1996
- Plantes méditerranéennes, Milan, 1998
- Oiseaux des montagnes, Milan, 1995
- Mon premier Copain des mers,France-Loisirs, 1999
- Fleurs des Montagnes, Milan,
- Copain des montagnes, Toulouse, éditions Milan
- Activités nature pour les 5-8 ans, Casterman, 2003
- Devenons écocitoyens, 2004
- La nature aux 4 saisons, activités et découvertes, Milan, 2005
- Le Jardin de Fred, Plume de Carotte-France-3-Sud, 2006
- Tous les mammifères du monde, Toulouse, éditions Milan
- Jardin d'oiseaux, 2001
- Au Jardin des Plantes, avec Danièle Schulthess, Plume de Carotte
- Au Jardin potager, avec Danièle Schulthess, Plume de Carotte, 2007
- Au jardin des couleurs, avec Danièle Schulthess, Plume de Carotte, 2008
- Ma boîte à graines, avec Mathilde Fournier, Plume de Carotte, 2005
- Mon jardin de poche, 2008
- Mon jardin du monde (avec Éric Prédir), Plume de Carotte
- Mon jardin de sorcière (avec Bernard Bertrand), Plume de Carotte, 2002